# Гелін-Кая
Гелін-Кая (крим. Gelin Qaya) — руїни феодального замку XIII—XIV століття, розташовані за півкілометра на північний захід від села Кизилташ на окремій скелі Кизил-Таш («Червоний камінь»), з трьох сторін обмеженою крутими вертикальними урвищами з висотою до 35 м і тільки з півночі має вузький крутий підхід. Назва «Гелін-Кая» у перекладі з кримськотатарської мови означає «еллінська скеля» або «скеля нареченої». Рішеннями Кримського облвиконкому № 595 від 5 вересня 1969 року та № 16 (обліковий № 184) від 15 січня 1980 року «укріплення Гелін-Кая: руїни оборонних стін та вежі» XII—XV століття оголошено історичною пам'яткою регіонального значення.

## Опис
Скеля Гелін-Кая має практично з усіх боків вертикальні урвища — є лише важкодоступні для підйому кулуари із заходу та сходу, що ведуть на середину скелі. Верхній майданчик, нахилений на південь на 15-20°, завдовжки 125 м, максимальна ширина 50 м. Сама вершина розділена на дві нерівні частини сідловиною, в яку ведуть кулуари. Стародавня (пішохідна?) дорога, вузька і крута, обладнана крепідами, вела до фортеці з півночі, через хвіртку в стіні виходила до донжона (розмірами 6,8 на 6,9 м, можлива висота — 7-8 м), яка перекривала вузький, у кілька кроків завширшки, перешийок, що сполучав невеликий північний майданчик з основною частиною плато. Південна частина була відокремлена ще однією стіною завдовжки 55 м, що стояла на кромці урвища: її залишки зараз видно впродовж 30 м, причому найменше зберігся східний фланг, у західній частині деталі кладки місцями збереглися на висоту до 2 м. Фортечна стіна була тришаровою — характерна місцева фортифікаційна кладка. Ширина основи стіни, складеної з буту на вапняному розчині, 2-2,3 м (за Левом Фірсовим; Віктор Миц визначає її в 1,5-1,8 м), на стику флангів був вхід до фортеці, завширшки близько 1 м. Площа південної частини плато 0,29 гектара. На ній виявлено сліди будівель, зокрема невеликої церкви. Час існування замку (в парі з укріпленням Кобоплу) на важливому торговому шляху князівства Феодоро визначають XIII—XIV століттям. Віктор Миц вважає, що Гелін-Кая, як і багато інших укріплень, був заснований у зв'язку з монгольськими вторгненнями до Криму (починаючи з 1223 року), сельджуцькою експансією і переходом гірського Криму в зону впливу Трапезундської імперії. У 1420-х роках, у процесі загострення відносин Феодоро з генуезцями, відбувалася перебудова укріплень на південному березі, розташованих біля доріг, що ведуть до перевалів, навпроти генуезьких приморських поселень, зокрема й ісара Гелін-Кая (навпроти Гурзуфа). Існує версія, що замок був побудований феодоритами як прикордонний з капітанством Готія генуезьких колоній і як «противага» Гурзуфській фортеці.

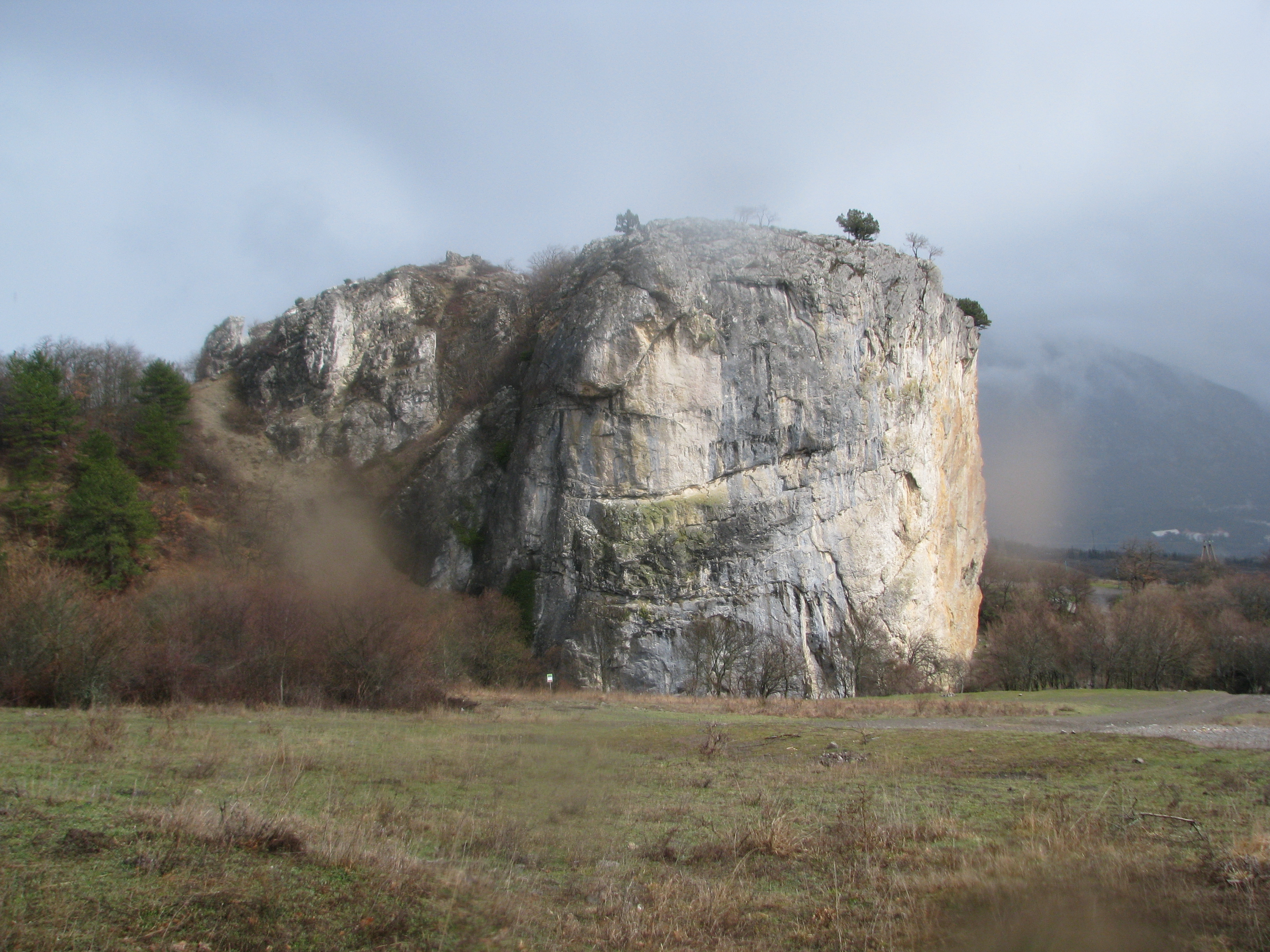
Гелін-Кая із заходу
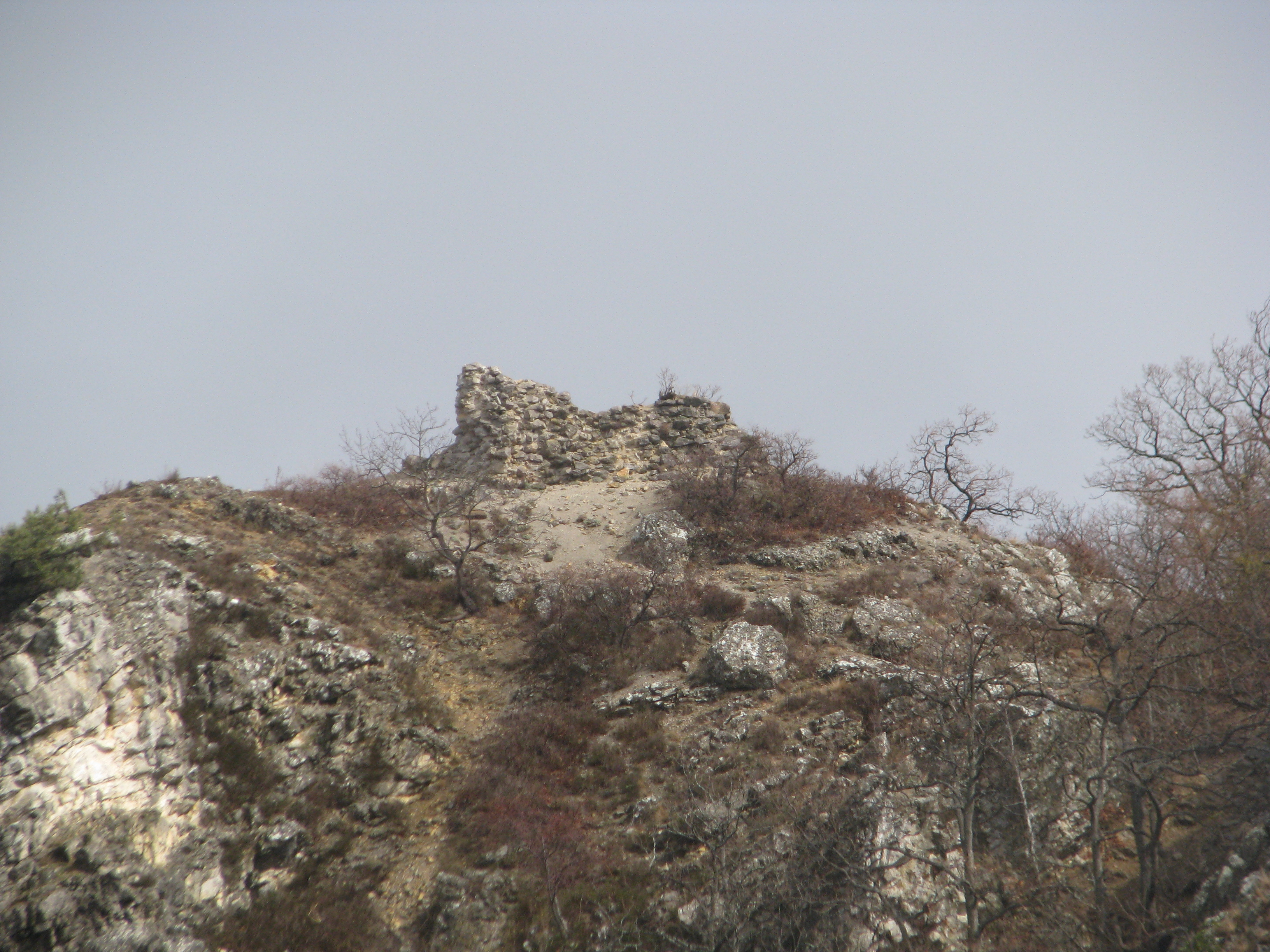
Залишки вежі
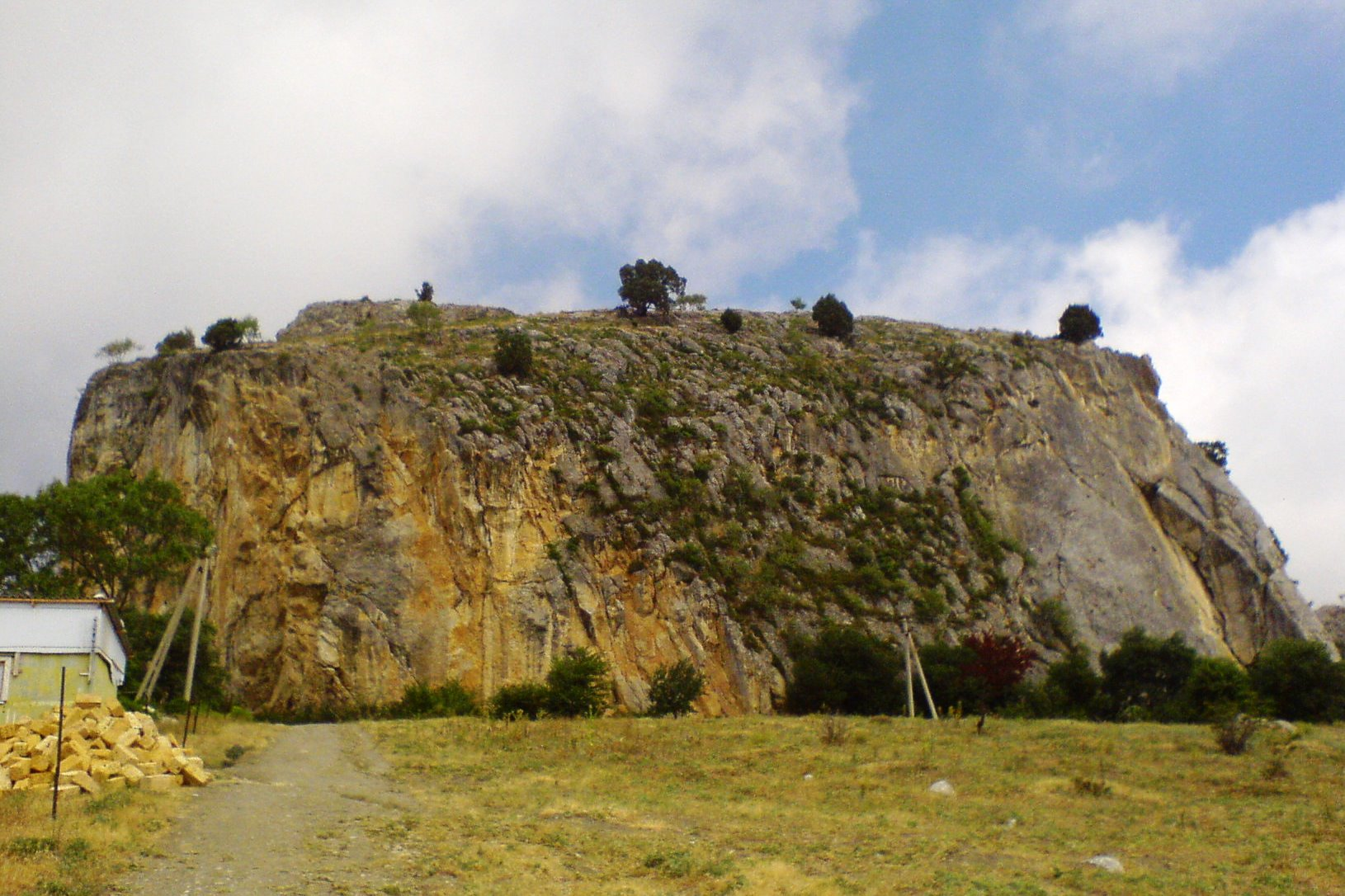
Вид на скелю з півдня

## Історія вивчення
Перше повідомлення про руїни залишив Єгор Келлер у своєму «Донесенні…» 1821 року згадав укріплення серед інших. Петро Кеппен у праці «Про старожитності південного берега Криму і гір Таврійських» 1837 року приділив пам'ятці окремий розділ Гелін-Кая, описавши місце розташування, фортечну стіну (за його підрахунками завдовжки 50 кроків) завтовшки аршин, збудовану на вапняному розчині, яка подекуди збереглася на сажень висоти, та квадратну башту на вході «завширшки в 8 аршинів». Вчений відносив замок до системи генуезьких укріплень на Південному березі (пов'язував із фортецями на Аю-Дазі та Гурзуфським укріпленням) і вважав, що його звели для контролю стародавньої торговельної дороги через перевал Гурбет-Дере-Богаз до селища Кувуш. Укріплення і скеля згадуються в Енциклопедичному словнику Брокгауза і Єфрона. Микола Репніков також припускав, що Гелін-Кая служив тимчасовим дозорним пунктом. Коротко описав пам'ятку Микола Ернст, зазначивши, що вона «цікава, але занедбана», згадується Гелін-Кая в статті Володимира Дьякова 1942 року «Таврика в епоху римської окупації» і коротко описана в книзі Олега Домбровського «Середньовічні поселення та „Ісари“ Кримського Південнобережжя».